# Абралинское восстание
Абралинское восстание — выступление крестьян Абралинского района Восточно-Казахстанской области в феврале — марте 1931 года против политики насильственной коллективизации и продразвёрстки.
12 февраля 1931 года во всех аулах района начались волнения крестьян. В 4-м и 6-м аулах (ныне аулы Бакты, Енбек, Прогресс Каркаралинского района Карагандинской области) 300 повстанцев под руководством Есимбека Мусабекулы (Мусабеков Есимбек) оказали сопротивление войскам ОГПУ. Они требовали от правительства прекратить насилие и раздать народу отобранные скот и зерно.
Осенью 1931 года участники Абралинского восстания — 274 человек из отряда Ы. Кемпирбаева были осуждены, 85 человек — расстреляны.